# Маркелов, Артём Валерьевич
Артём Вале́рьевич Марке́лов (род. 10 сентября 1994, Москва) — российский автогонщик, вице-чемпион Формулы-2, некоторое время выступал в японской серии Супер-Формула.

## Карьера

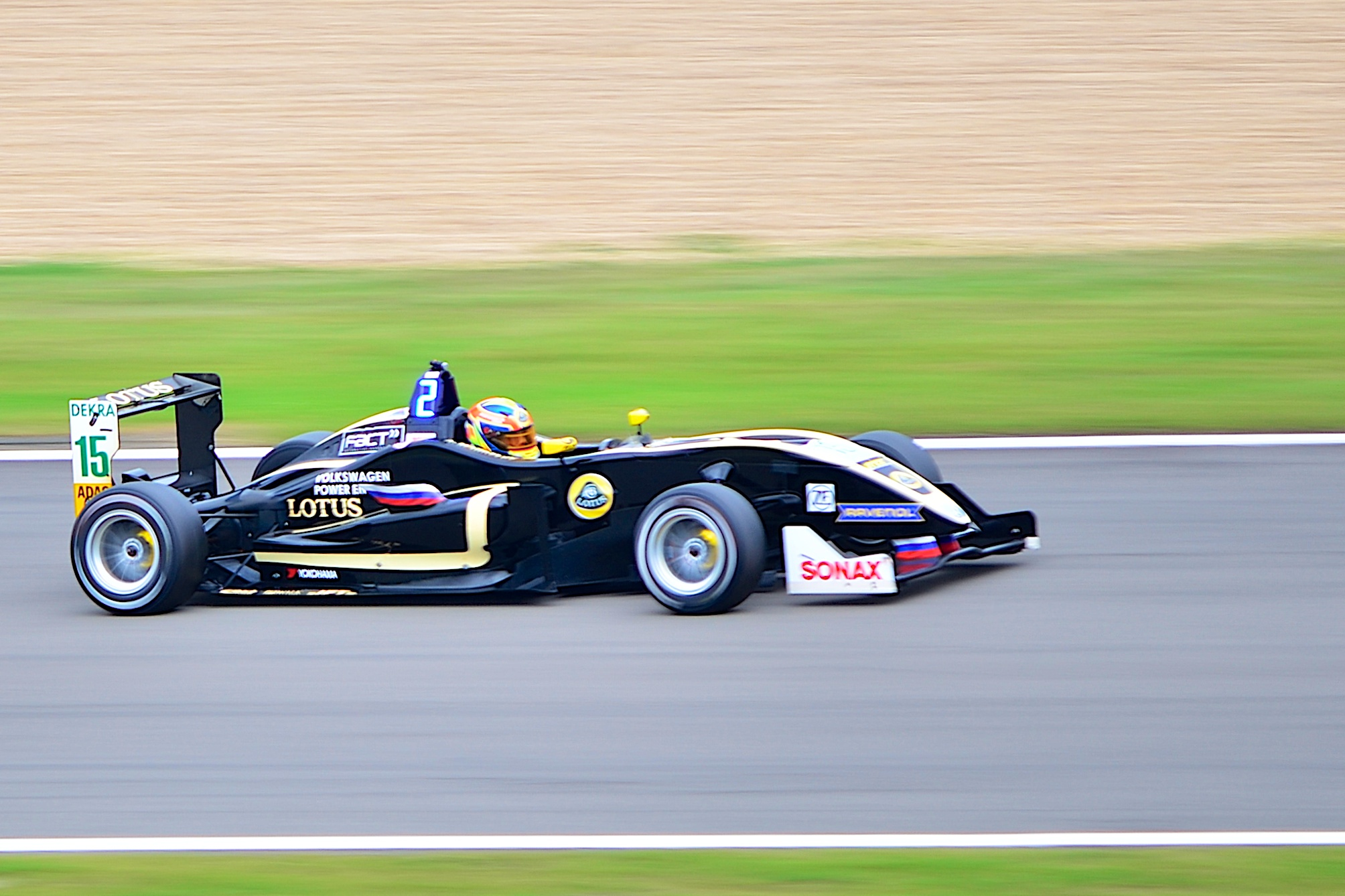
Маркелов за рулём болида Lotus в Немецкой Формуле-3 (2012)

Карьера Маркелова началась в 2006 году с картинга. Он выступал в российских картинговых сериях до 2010 года
В 2011 году стал выступать в «открытоколёсных» сериях, приняв участие в серии ADAC Formel Masters в составе команды Motopark Academy. В 23 проведённых гонках он 11 раз побывал на подиуме, по итогам сезона занял 4-е место. Также в 2011 году Маркелов участвовал в одном этапе Евросерии Формулы-3.
В 2012 году Маркелов принял участие в чемпионате немецкой «Формулы-3». Три раза побывав на подиуме, он закончил сезон на 7-м месте турнирной таблицы.

Маркелов продолжил карьеру в немецкой «Формуле-3» в 2013 году В 23 гонках он 18 раз побывал на подиуме, включая две победы на этапе на «Лаузицринге», сезон закончил на 2-м месте.

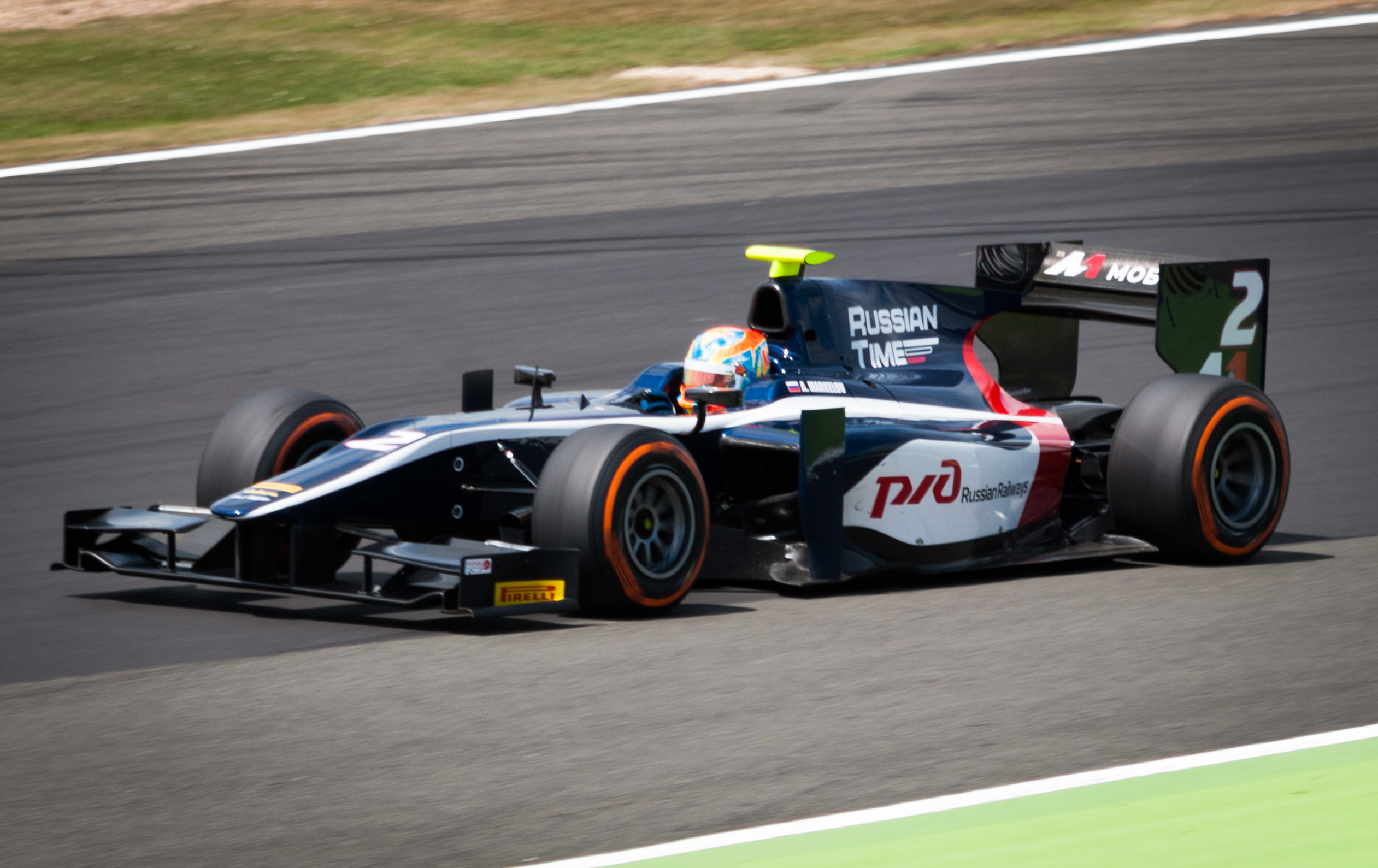
Маркелов за рулём болида Russian Time на этапе серии GP2 на трассе Сильверстоун (2014)

С 2014 года Маркелов — в серии GP2 (с 2017 — «Формула-2») в составе команды Russian Time. В первом сезоне смог только однажды финишировать в очковой зоне — 7 место в первой гонке в Бельгии — и занял 24 место в чемпионате с шестью очками. В 2015 году сумел один раз подняться на подиум — вновь в первой бельгийской гонке занял третье место и с 48 очками стал 13-м в чемпионате. В 2016 году выиграл первую гонку в Монако. В сезоне-2017 Формулы-2 одержал пять побед, взял один поул и завоевал вице-чемпионский титул.

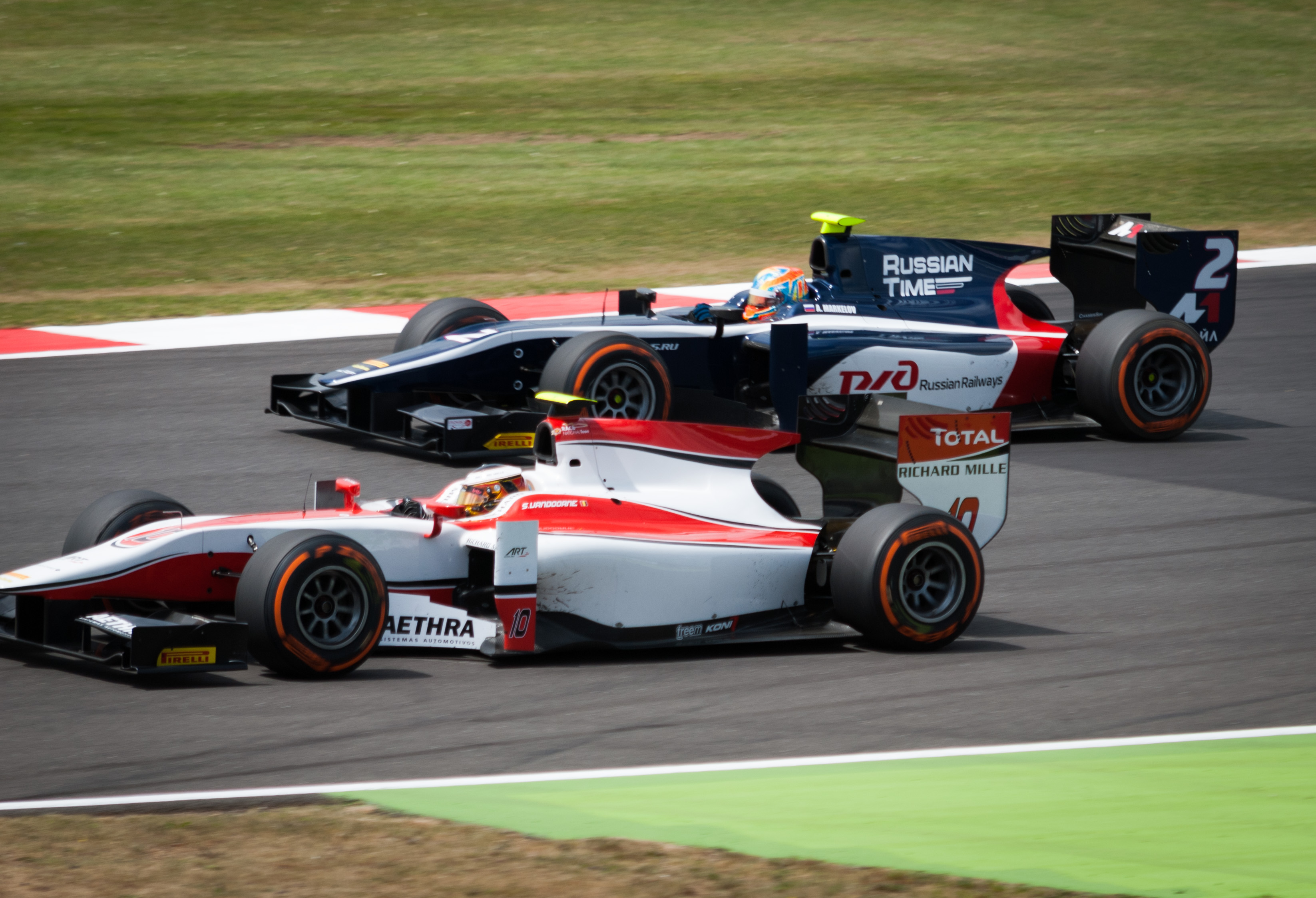
Маркелов в борьбе с Вандорном на этапе GP2 на трассе Сильверстоун (2014)

В 2018 году выступал в «Формуле-2». Одержал три победы, занял девять подиумов, а также два лучших круга на трассе Ред Булл Ринг. После этого года объявил, что покинет чемпионат.
C 2019 года начал выступать в японском чемпионате Super Formula.
В 2019 году вернулся на один этап серии «Формула-2» в Монте-Карло, заменяя уехавшего на 500 миль Индианаполиса Джордана Кинга. После гонки на трассе «Спа-Франкоршам» в результате аварии, на которой погиб Антуан Юбер, команда Arden подписала контракт с Маркеловым на два оставшихся до конца сезона этапа в Сочи и Абу-Даби. Номер болида Маркелова был изменён на 22, из-за того, что номер 19 был выведен из обращения до конца сезона. В трёх гонках он сошёл из-за отказа коробки передач, а в четвёртой финишировал только десятым.
В 2020 году вернулся в Формулу-2, подписав контракт с командой HWA Racelab. Его напарником стал Джулиано Алези. За сезон Артём всего дважды набрал очки и занял только 18-е место.

## Личная жизнь
В феврале 2020 году женился на Кате Жуже, блогере и телеведущей. В июле 2020 году у него родился сын, в 2021 второй сын.

## Результаты выступлений

### Общая статистика
| Сезон | Серия                | Команда                 | Гонки      | Победы     | Поулы      | Л/Круги    | Подиумы    | Очки       | Место      |
| ----- | -------------------- | ----------------------- | ---------- | ---------- | ---------- | ---------- | ---------- | ---------- | ---------- |
| 2011  | ADAC Formel Masters  | Motopark Academy        | 23         | 1          | 0          | 4          | 11         | 251        | 4          |
| 2011  | Евросерия Формулы-3  | Motopark Academy        | 3          | 0          | 0          | 0          | 0          | -          | -          |
| 2012  | Немецкая Формула-3   | Lotus (Motopark)        | 27         | 2          | 0          | 1          | 3          | 155        | 7          |
| 2013  | Немецкая Формула-3   | Lotus (Motopark)        | 26         | 2          | 0          | 2          | 21         | 339        | 2          |
| 2014  | GP2                  | Russian Time            | 22         | 0          | 0          | 0          | 0          | 6          | 24         |
| 2015  | Toyota Racing Series | Giles Motorsport        | 15         | 0          | 0          | 0          | 3          | 525        | 8          |
| 2015  | GP2                  | Russian Time            | 21         | 0          | 0          | 0          | 1          | 48         | 13         |
| 2016  | Toyota Racing Series | M2 Competition          | 15         | 0          | 0          | 0          | 5          | 588        | 8          |
| 2016  | GP2                  | Russian Time            | 21         | 1          | 0          | 3          | 2          | 97         | 10         |
| 2017  | ФИА Формула-2        | Russian Time            | 22         | 5          | 1          | 6          | 5          | 210        | 2          |
| 2018  | ФИА Формула-2        | Russian Time            | 24         | 3          | 0          | 5          | 7          | 186        | 5          |
| 2018  | Формула-1            | Renault Sport F1 Team   | Тест-пилот | Тест-пилот | Тест-пилот | Тест-пилот | Тест-пилот | Тест-пилот | Тест-пилот |
| 2019  | Супер-Формула        | UOMO Sunoco Team LeMans | 5          | 0          | 0          | 1          | 0          | 0          | 21         |
| 2019  | ФИА Формула-2        | MP Motorsport           | 2          | 0          | 0          | 0          | 0          | 16         | 16         |
| 2019  | ФИА Формула-2        | BWT Arden               | 4          | 0          | 0          | 0          | 0          | 0          | 16         |
| 2020  | ФИА Формула-2        | HWA Racelab             | 23         | 0          | 0          | 0          | 0          | 5          | 18         |

### GP2
| Сезон | Команда         | 1          | 2          | 3          | 4            | 5            | 6            | 7            | 8           | 9          | 10         | 11           | 12         | 13           | 14          | 15        | 16           | 17           | 18           | 19         | 20         | 21           | 22         | Место | Очки |
| ----- | --------------- | ---------- | ---------- | ---------- | ------------ | ------------ | ------------ | ------------ | ----------- | ---------- | ---------- | ------------ | ---------- | ------------ | ----------- | --------- | ------------ | ------------ | ------------ | ---------- | ---------- | ------------ | ---------- | ----- | ---- |
| 2014  | RT Russian Time | САХ ГОН 15 | САХ СПР 10 | КАТ ГОН 11 | КАТ СПР Сход | МОН ГОН Сход | МОН СПР Сход | РБР ГОН 21   | РБР СПР 16  | СИЛ ГОН 18 | СИЛ СПР 17 | ХОК ГОН Сход | ХОК СПР 12 | ХУН ГОН 16   | ХУН СПР 20† | СПА ГОН 7 | СПА СПР Сход | МОН ГОН 21   | МОН СПР Сход | СОЧ ГОН 16 | СОЧ СПР 12 | ЯСМ ГОН Сход | ЯСМ СПР 19 | 24    | 6    |
| 2015  | Russian Time    | САХ ГОН 13 | САХ СПР 12 | КАТ ГОН 12 | КАТ СПР 5    | МОН ГОН Сход | МОН СПР 14   | РБР ГОН 5    | РБР СПР ДСК | СИЛ ГОН 21 | СИЛ СПР 14 | ХУН ГОН 22   | ХУН СПР 18 | СПА ГОН 3    | СПА СПР 5   | МОН ГОН 5 | МОН СПР 14   | СОЧ ГОН Сход | СОЧ СПР 12   | САХ ГОН 16 | САХ СПР 8  | ЯСМ ГОН Сход | ЯСМ СПР О  | 13    | 48   |
| 2016  | Russian Time    | КАТ ГОН 4  | КАТ СПР 4  | МОН ГОН 1  | МОН СПР 8    | БАК ГОН Сход | БАК СПР 5    | РБР ГОН Сход | РБР СПР 11  | СИЛ ГОН 10 | СИЛ СПР 12 | ХУН ГОН 9    | ХУН СПР 4  | ХОК ГОН Сход | ХОК СПР 9   | СПА ГОН 5 | СПА СПР 21†  | МОН ГОН 10   | МОН СПР 10   | СЕП ГОН НС | СЕП СПР 13 | ЯСМ ГОН 3    | ЯСМ СПР 7  | 10    | 97   |

### ФИА Формула-2
| Сезон | Команда       | 1             | 2           | 3            | 4            | 5            | 6          | 7           | 8           | 9           | 10          | 11         | 12         | 13          | 14        | 15         | 16           | 17        | 18         | 19         | 20         | 21           | 22          | 23           | 24           | Место | Очки |
| ----- | ------------- | ------------- | ----------- | ------------ | ------------ | ------------ | ---------- | ----------- | ----------- | ----------- | ----------- | ---------- | ---------- | ----------- | --------- | ---------- | ------------ | --------- | ---------- | ---------- | ---------- | ------------ | ----------- | ------------ | ------------ | ----- | ---- |
| 2017  | Russian Time  | САХ ГОН 1     | САХ СПР 8   | КАТ ГОН 8    | КАТ СПР 9    | МОН ГОН 2    | МОН СПР 5  | БАК ГОН 4   | БАК СПР 5   | РБР ГОН 8   | РБР СПР 1   | СИЛ ГОН 4  | СИЛ СПР 3  | ХУН ГОН 17† | ХУН СПР 9 | СПА ГОН 1  | СПА СПР Сход | МОН ГОН 9 | МОН СПР 15 | ХЕР ГОН 5  | ХЕР СПР 1  | ЯСМ ГОН 1    | ЯСМ СПР 6   |              |              | 2     | 210  |
| 2018  | Russian Time  | САХ ГОН 3     | САХ СПР 1   | БАК ГОН Сход | БАК СПР Сход | КАТ ГОН 8    | КАТ СПР 9  | МОН ГОН 1   | МОН СПР 4   | ЛЕК ГОН 14  | ЛЕК СПР 14† | РБР ГОН 8  | РБР СПР 1  | СИЛ ГОН 6   | СИЛ СПР 4 | ХУН ГОН 8  | ХУН СПР 13   | СПА ГОН 6 | СПА СПР 5  | МОН ГОН 2  | МОН СПР 2  | СОЧ ГОН 11   | СОЧ СПР 5   | ЯСМ ГОН 2    | ЯСМ СПР 7    | 5     | 186  |
| 2019  | MP Motorsport | САХ ГОН       | САХ СПР     | БАК ГОН      | БАК СПР      | КАТ ГОН      | КАТ СПР    | МОН ГОН 6   | МОН СПР 4   | ЛЕК ГОН     | ЛЕК СПР     | РБР ГОН    | РБР СПР    | СИЛ ГОН     | СИЛ СПР   | ХУН ГОН    | ХУН СПР      | СПА ГОН   | СПА СПР    | МОН ГОН    | МОН СПР    |              |             |              |              | 16    | 16   |
| 2019  | BWT Arden     |               |             |              |              |              |            |             |             |             |             |            |            |             |           |            |              |           |            |            |            | СОЧ ГОН Сход | СОЧ СПР 10  | ЯСМ ГОН Сход | ЯСМ СПР Сход | 16    | 16   |
| 2020  | HWA Racelab   | РБР1 ГОН Сход | РБР1 СПР 18 | РБР2 ГОН НС  | РБР2 СПР 16  | ХУН ГОН Сход | ХУН СПР 14 | СИЛ1 ГОН 18 | СИЛ1 СПР 11 | СИЛ2 ГОН 19 | СИЛ2 СПР 11 | КАТ ГОН 12 | КАТ СПР 16 | СПА ГОН 16  | СПА СПР 8 | МОН ГОН 17 | МОН СПР 16   | МУД ГОН 8 | МУД СПР 20 | СОЧ ГОН 15 | СОЧ СПР 12 | САХ1 ГОН 22  | САХ1 СПР 10 | САХ2 ГОН 13  | САХ2 СПР 20  | 18    | 5    |

### Супер-Формула
| Сезон | Команда                 | 1      | 2        | 3      | 4      | 5      | 6   | 7   | Место | Очки |
| ----- | ----------------------- | ------ | -------- | ------ | ------ | ------ | --- | --- | ----- | ---- |
| 2019  | UOMO Sunoco Team LeMans | СУД 10 | АУТ Сход | SUG 16 | ФУД 19 | MOT 12 | OKA | СУД | 21    | 0    |

† Пилот не финишировал в гонке, но был классифицирован как завершивший более 90 % её дистанции
* Сезон продолжается.